# Спартак (роман)
«Спартак» (итал. Spartaco) — исторический роман итальянского писателя Рафаэлло Джованьоли, написанный в 1874 году, и переведённый на русский язык в 1880—1881 годах. В центре повествования романа — гладиатор Спартак, реальный исторический персонаж, возглавивший восстание рабов в Древнем Риме в 74—71 гг. до н. э., в современной литературе именуемое восстанием Спартака.

## Сюжет
Рим, 78 год до н. э. Ушедший на покой диктатор Сулла устраивает гладиаторские бои на арене Большого цирка. Всеобщее внимание привлекает храбрый гладиатор Спартак. Фракиец одного за другим побеждает семерых самнитов. Подчиняясь просьбе матроны Валерии Мессалы, Сулла дарует Спартаку свободу. Спартак сколачивает заговор гладиаторов, намереваясь поднять всеобщее восстание и сокрушить господство Рима. Рудиарий вступает в тайную связь с Валерией, ставшей женой Суллы, и становится тренером личной гладиаторской школы Суллы на его вилле в Кумах. Гречанка Эвтибида, влюблённая в Спартака, узнаёт о его связи с Валерией и в отместку решает выдать влюблённых Сулле, но диктатор умирает, не успев получить её письмо. Заговор гладиаторов ширится, и Спартак, принося в жертву свою любовь, оставляет Валерию и перебирается в Капую, где становится тренером в школе Лентула Батиата.
Соглядатай Эвтибиды, пьяница, актёр Метробий случайно подслушивает разговор гладиаторов и спешит рассказать об опасности Цезарю. Патриций тайно встречается со Спартаком, пытаясь убедить его оставить бесплодный замысел и встать под знамёна Цезаря. Однако благородный рудиарий отказывается и спешит в Капую. Гонцы Сената успевают предупредить городские власти, и бунт гладиаторов проваливается. Спартак с небольшой кучкой товарищей прорывается из Капуи и уходит к Везувию. Отряд трибуна Сервилиана спешит штурмовать его позицию, однако Спартаку удаётся разбить римлян. К нему стекаются рабы и гладиаторы. Подошедший из Рима отряд Клодия Глабра блокирует Спартака. Пробиться силой невозможно, но по дерзкому замыслу своего предводителя гладиаторы по сплетённой лестнице спускаются на дно пропасти, заходят в тыл к Глабру и разбивают его. Затем Спартак в нескольких сражениях разбивает войска претора Публия Вариния, а затем и войско претора Анфидия Ореста. Спартак отвергает предложение консула Марка Лукулла сложить оружие на почётных и выгодных для Спартака условиях. Эвтибида пробирается в лагерь Спартака и, жертвуя часть своих богатств делу угнетённых, завоёвывает его доверие, однако Спартак отвергает её любовь, и та решает его погубить.
Спартак решает пригласить патриция Катилину возглавить войско восставших, что расширит масштабы восстания. Однако лазутчик Эвтибиды убивает эмиссара Спартака. Второму эмиссару не удаётся убедить патриция. Спартак решает идти к Альпам, ему навстречу выходят войска консулов Геллия Публиколы и Лентула Клодиана. Эвтибида подговаривает влюблённого в неё германца Эномая оставить войско Спартака и 10-тыс. отряд германцев погибает, уничтоженный войском Геллия. Спартак разбивает Геллия и Лентула, а затем претора Кассия. Путь в Галлию свободен, но гладиаторы отказываются покидать Италию и требуют вести их на Рим. Спартаку приходится подчиниться.
Сенат решает поручить разгром восставших претору Сицилии. Честолюбивый Марк Красс избирается на эту должность и собирает огромное войско. Благодаря предательству Эвтибиды, Красс уничтожает 30-тысячный корпус Крикса. Происходит несколько ожесточённых битв между Крассом и Спартаком. Спартак отступает в Темесу, чтобы переправиться в Сицилию, но киликийские пираты предают его и уводят свои корабли. Гречанка Эвтибида, задумавшая найти брешь в стенах Темесы а потом пленить сестру Спартака Мирцу, становится жертвой своих струсивших помощников.
В Италию прибывает войско Помпея Великого, а легионы Луция Лукулла высаживаются в Бриндизии. Оказавшийся в безвыходном положении Спартак отказывается от предложения Красса сдаться и вступает с ним в генеральное сражение. Сказывается численное преимущество римлян, гладиаторы разбиты наголову, Спартак и его военачальники погибают в сражении. Валерия рыдает над урной с прахом Спартака, при этом присутствует дочь Спартака и Валерии.

## Влияние
Высоко оценил роман Джузеппе Гарибальди, выразивший в письме к Джованьоли надежду, что итальянцы сохранят память о своих героях «на земле, где больше не будет ни гладиаторов, ни господ».
Роман Джованьоли обрёл популярность в СССР в первые годы СССР. Именно эта книга в 1935 году подсказала Николаю Старостину новое название для спортивного общества, появившегося в 1922 году под названием «Московский клуб спорта» Краснопресненского района.
Название «Спартак» было одобрено, поскольку отсылало к античной героике и было идеологически выдержанным.

## Адаптации
- Спартак — итальянский короткометражный фильм 1909 года.
- Спартак — итальянский фильм 1913 года.
- Спартак — советский художественный фильм 1926 года.
- Спартак — балет Арама Хачатуряна, премьера которого состоялась в 1956 году.
- Спартак — телесериал (2010—2013)